# 托尔特克帝国

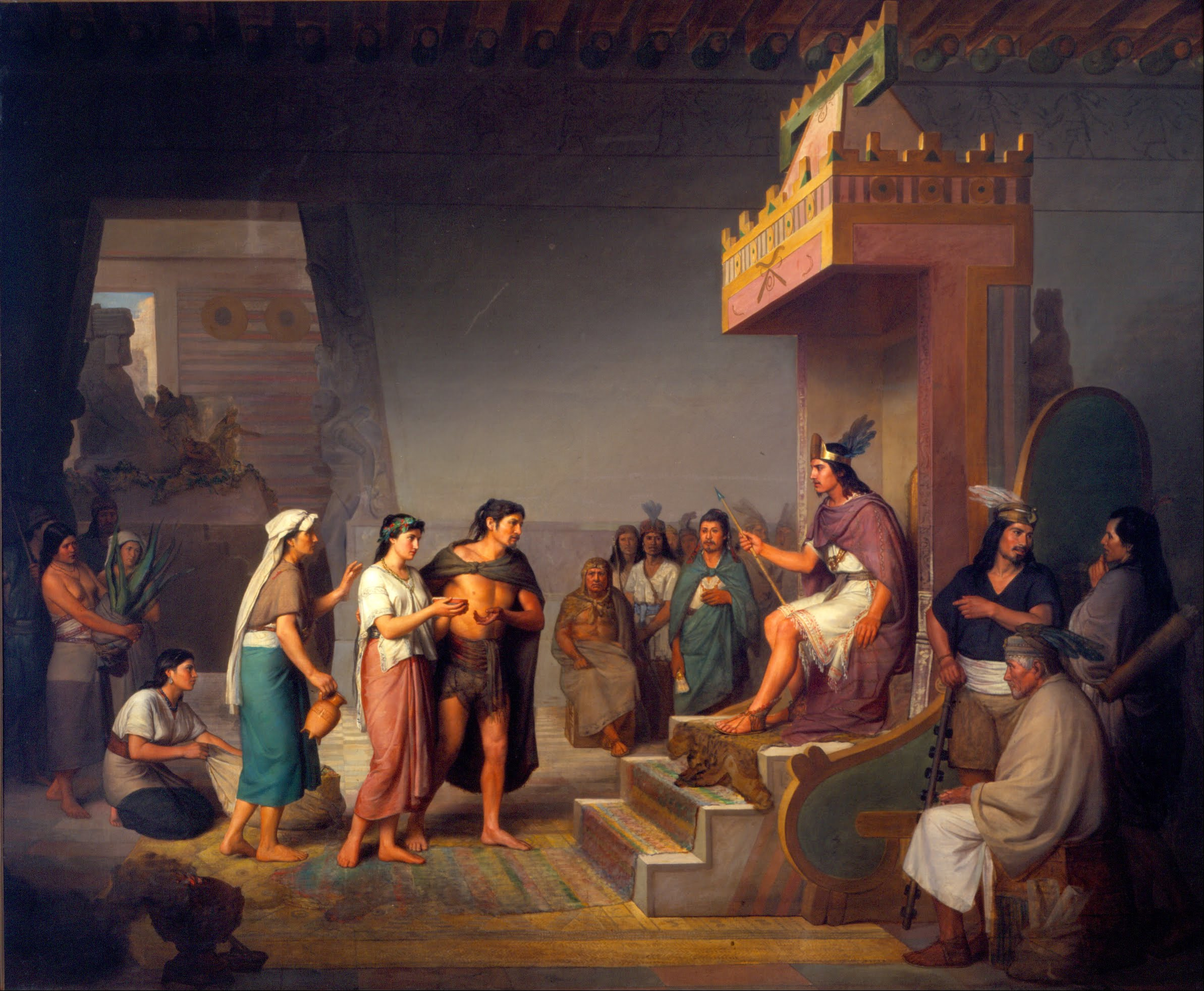
托爾特克帝國的君主特潘卡欽‧伊茲塔卡欽正接受臣民獻上的龍舌蘭酒，他的皇后索琪蒂爾坐於旁側

托尔特克帝国，又稱托尔特克王国，是約674年—約1122年存在於現今墨西哥境內的一个君主制邦联國家。該國家的首都是托兰-希科科蒂特兰 。該國的勢力范圍一度擴張至尤卡坦半島。